# نور أبو عرفة
نور أبو عرفة (مواليد 1986، القدس) هي فنانة بصرية فلسطينية تعمل بالأساس في مجال تركيب الفيديو والأداء والفن القائم على النص. يدور عملها عن موضوعات الذاكرة والخيال وبناء التاريخ وتفسيره.

## تعليمها
حصلت نور على درجة البكالوريوس في الفنون الجميلة من أكاديمية بتسلئيل للفنون والتصميم. وشاركت في برنامج فضاء أشغال داخلية، بعد تخرجها، وهو برنامج مدته عام واحد في أشكال ألوان في لبنان.

## حياتها المهنية
تهتم الكثير من أعمال نور بالذاكرة والأرشيف، ولا سيما سياسة ما يجب تضمينه أو استبعاده من الأرشيف. كما تهتم نور بالفن الفلسطيني ككل، وخاصة حركة الفن الفلسطيني من فلسطين إلى أوروبا.
كتبت رواية «الأرض لا تبوح بأسرارها - قال والده ذات مرة» لبينالي الشارقة الثالث عشر في 2017.
تنافست نور للحصول على موضع قدم في مؤسسة دلفينا في لندن في 2018. ونشرت «بدأت الشائعات منذ زمن»، والتي تناولت بالتفصيل بحثها السكني، كجزء من هذه التنافس.
عُرض مقطع فيديو عن عملها «هل أنا الشيء الدائم في المتحف؟» لعام 2018 في بينالي البحر المتوسط 2019، وبينالي برلين الحادي عشر (2020)، وبينالي البندقية التاسع والخمسين (2021)، ومؤسسة كمال الأزعر بتونس (2023)، ومتحف فرايز (2023-2024).
أقامت نور معرضها الفردي الأول في 2019 في مؤسسة المعمل للفن المعاصر في القدس. وأقامت معرضاً فردياً في مساحة وكالة بهنا الفنية بالإسكندرية، مصر، في 2021. كما أقامت معرضها الفردي الأول في ألمانيا في جمعية ميونيخ للفنون في 2023. وأُدرجت أعمالها في معرض «المدافعون عن الوطن» في محطة الفنون «بي7إل9» في يناير 2023.
نور عضو في مؤسسة الشارقة للفنون، وحصلت على منحة من الصندوق العربي للفنون والثقافة.